# Soraya fille de l'ogre
Soraya fille de l'ogre - Féerie, en arabe : سرايا بنت الغول (Sarāyā Bint al-Ghūl), est le dernier roman de l'écrivain Émile Habibi, rédigé en 1990. Il est publié pour la première fois en langue arabe par Arabesque Publishing House une maison d'édition d'Haïfa, puis il est publié en hébreu en 1993. Il est traduit en français par Jean-Patrick Guillaume et publié chez Éditions Gallimard, en 1996.